# Freistaat Lippe
Der Freistaat Lippe trat als parlamentarische Demokratie 1918 an die Stelle des Fürstentums Lippe. Es war in der Zeit der Weimarer Republik ein Land des Deutschen Reichs und wurde 1933 vom NS-Regime gleichgeschaltet. Der Freistaat Lippe wurde 1945 zum Land Lippe, das wiederum 1947 im Land Nordrhein-Westfalen aufging.

## Geographie
Das häufig als „Lipperland“ bezeichnete Staatsgebiet des Freistaats Lippe ist Teil der historischen Landschaft Westfalen. Es lag in den letzten Jahren seines Bestehens zwischen den preußischen Provinzen Westfalen (1946 in Nordrhein-Westfalen aufgegangen) im Westen und Hannover (1946 Land Hannover) im Osten. Bis 1921 grenzte es im Osten auch an eine Exklave des Landes Waldeck-Pyrmont um Pyrmont (vgl. Kreis Pyrmont und Grafschaft Pyrmont) und bis zuletzt an die kleine westfälische (zuletzt bereits nordrhein-westfälische) Exklave Lügde. Heute entspricht das ehemalige Gebiet des Freistaats im Wesentlichen dem Kreis Lippe im Nordosten Nordrhein-Westfalens.
Geographisch lag der Freistaat größtenteils nordöstlich des Teutoburger Waldes (im östlichen Teil auch Lippischer Wald genannt) und östlich des Eggegebirges. Im Norden berührte er die Weser. Das überwiegend hügelige, teils auch stark durchschnittene Gelände zwischen Weser und Eggegebirge wird als Lipper Bergland bezeichnet. Der höchste Berg war der Köterberg. Damit zählte das Lipperland im Wesentlichen zum Weserbergland. Nur ein kleinerer Gebietsteil westlich des Eggegebirges und südwestlich des Osnings um Augustdorf lag in der Westfälischen Bucht, die hier von sandiger Heidelandschaft, der Senne, geprägt ist. Die größten Flüsse waren die Weser, die Werre, die Bega und die Emmer. Der namensgebende Fluss Lippe entsprang zwar in der Nähe des lippischen Staatsgebiets in der Senne, berührte das Kernland im letzten Gebietsstand aber nicht. Jedoch stammte das Haus Lippe aus der Gegend von Lippstadt an der Lippe, wo es erste Territorien erlangen konnte. Die Stadt Lippstadt wurde von 1666 bis 1850 als Kondominium von der Grafschaft bzw. dem Fürstentum Lippe und den Kurfürsten von Brandenburg bzw. den preußischen Königen gemeinsam regiert. In der Nachbarschaft von Lippstadt bestanden bis 1947 noch zwei kleine Exklaven des Landes Lippe: Cappel und Lipperode (heute Ortsteile von Lippstadt). Eine weitere Exklave war das einige Kilometer südlich des Kernlandes gelegene Grevenhagen. Alle Exklaven waren von Westfalen umgeben.
Mit einem Staatsgebiet von rund 1200 km² und nur etwa 150.000 Einwohnern (1947) zählte Lippe zu den kleineren Gliedstaaten des Deutschen Reichs. Der Fläche nach war es der sechstkleinste Staat und (unter Auslassung der freien Hansestädte) der drittkleinste Flächenstaat des Reiches. Von der Bevölkerungsdichte her lag das Land allerdings im Mittelfeld und entsprach mit 135 Einwohnern pro km² ziemlich genau dem Reichsdurchschnitt (Stand 1925). Die größte lippische Stadt war mit zuletzt rund 25.000 Einwohnern die Landeshauptstadt und frühere Residenzstadt Detmold.

## Geschichte

### Demokratisches Land

Lippische Verfassung, 1920

Nach der Novemberrevolution 1918, bei der am 12. November Fürst Leopold IV. abgedankt hatte, entstand ein demokratischer Freistaat mit allgemeinem, gleichem und geheimem Wahlrecht und verschränkter Gewaltenteilung. Nach Artikel 2 der Verfassung vom 21. Dezember 1920 ging die Staatsgewalt vom Volke aus. Die legislative Gewalt lag beim lippischen Landtag. Von 1919 bis 1933 war die SPD stärkste Partei im Landtag. Die Landesregierung, das dreiköpfige Landespräsidium, stand zunächst unter der Leitung des Sozialdemokraten Clemens Becker und von 1920 bis 1933 unter derjenigen seines Parteikollegen Heinrich Drake. Der letzte frei gewählte Landtag – allerdings begleitet durch eine massive Wahlkampagne der NSDAP – wurde durch die Landtagswahl in Lippe vom 15. Januar 1933 bestimmt.

### Nationalsozialistische Machtübernahme
Schon früh nutzten die Nationalsozialisten Orte in Lippe, insbesondere einige Kulturstätten wie zum Beispiel die Externsteine und das Hermannsdenkmal, als vermeintliches „germanisches Kernland“ für ihre politischen Zwecke. Bei Aufmärschen mit hohen NSDAP-Funktionären aus dem ganzen Reich, beispielsweise an den Externsteinen, wurde eine nie vorhandene gesamtdeutsche Bedeutung Lippes von den Nazis hochstilisiert. Dieser inszenierte symbolträchtige Zuwachs an Aufmerksamkeit und Berichterstattung verfehlte in dem durch Weltwirtschaftskrise und hohe Arbeitslosigkeit ebenfalls betroffenen Lippe in Teilen der Bevölkerung nicht seine Wirkung. Auch ein latenter Antisemitismus in der ländlichen Bevölkerung sowie die zunehmende Agitation gegenüber politischen Gegnern brachten bereits Anfang der 1930er Jahre der NSDAP Erfolge bei den Kommunalwahlen. Die Sozialdemokraten verloren bei den lippischen Landtagswahlen am 15. Januar 1933 den Status der stärksten Fraktion im Landtag. Trotz der Beliebtheit des sozialdemokratischen Landespräsidenten Heinrich Drake errang die NSDAP fast 40 % der Stimmen, mehr als reichsweit bei der Reichstagswahl November 1932, verfehlte jedoch die absolute Mehrheit klar.
Anschließend erhöhte die NSDAP den politischen Druck auf Reichskanzler Kurt von Schleicher, der schließlich am 28. Januar 1933 mit seiner Regierung zurücktrat. Am 30. Januar 1933 wurde das Kabinett Hitler gebildet. In Lippe gelang es der NSDAP ab dem 7. Februar, zwei Mitglieder des Landespräsidiums zu stellen und Drake aus der Regierung zu drängen. Mit der Einsetzung des Reichsstatthalters Alfred Meyer in Detmold für Lippe und Schaumburg-Lippe ab Mai 1933 wurde die Gleichschaltung abgeschlossen.
Durch die Gleichschaltung der Länder (vgl. Vorläufiges Gesetz zur Gleichschaltung der Länder mit dem Reich, Gesetz über den Neuaufbau des Reichs und Zweites Gesetz zur Gleichschaltung der Länder mit dem Reich vom 7. April 1933) war Lippe ab Mitte 1933 de facto ein von der Reichsregierung diktatorisch gesteuertes Verwaltungsgebiet ohne eigene Souveränität, ohne Landtag, ohne freie Regierung und ohne freie Verfassungsgerichtsbarkeit.

### Das Land Lippe nach dem Zweiten Weltkrieg
Zwar galt die lippische Verfassung sowohl unter den Nationalsozialisten als auch nach dem Krieg formal weiter, sie wurde aber nach Kriegsende nicht wieder in vollem Umfang angewandt. Der 1946 erstmals wieder zusammentretende Landtag wurde von der britischen Militärregierung ernannt. Die ehemaligen Freistaaten Lippe und Schaumburg-Lippe wurden unter dem gemeinsamen Ministerpräsidenten Heinrich Drake in Personalunion regiert. Schon Ende 1946 wurde Schaumburg-Lippe in das neue Land Niedersachsen eingegliedert. 1947 musste auch das Land Lippe auf Betreiben der Briten seine Selbstständigkeit aufgeben und wurde vor die Wahl gestellt, sich Niedersachsen oder Nordrhein-Westfalen anzuschließen. Die lippische Regierung unter Landespräsident Heinrich Drake entschied sich nach Verhandlungen für den Anschluss an Nordrhein-Westfalen, da das Land Lippe von der Düsseldorfer Regierung durch die Lippischen Punktationen umfassende politische Zusagen erhielt. Unter anderem wurde sein Landesvermögen größtenteils nicht nordrhein-westfälischer Staatsbesitz, sondern dem eigens gegründeten Landesverband Lippe übertragen. Zusätzlich wurde der Sitz des neuen Regierungsbezirks Minden-Lippe (später Regierungsbezirk Detmold) von Minden in die bisherige lippische Landeshauptstadt Detmold verlegt. Den Lippern wurde außerdem gestattet, ihre Gemeinschaftsschulen beizubehalten, während in Westfalen und im Rheinland die Konfessionsschule („Bekenntnisschule“) bis in die 1960er Jahre die Regelschule war. Durch die britische Militärverordnung Nr. 77 wurde Lippe am 21. Januar 1947 in das Land Nordrhein-Westfalen eingegliedert und hörte damit auf, als Staat zu existieren. Ein zunächst geplanter Volksentscheid wurde nie durchgeführt. Am 5. November 1948 wurde mit Verabschiedung des „Gesetzes über die Vereinigung des Landes Lippe mit Nordrhein-Westfalen“ die Eingliederung Lippes durch den Landtag Nordrhein-Westfalen rechtlich abschließend geregelt.

## Vertretung im Reichsrat
Im 1919 einberufenen Reichsrat, dem direkten Nachfolger des Bundesrats, hatte Lippe eine Stimme. Der dortige Vertreter des Freistaats Lippe wurde durch das Landespräsidium bestimmt (Artikel 29 der Verfassung von 1920).

## Staatsaufbau und Verwaltungsgliederung

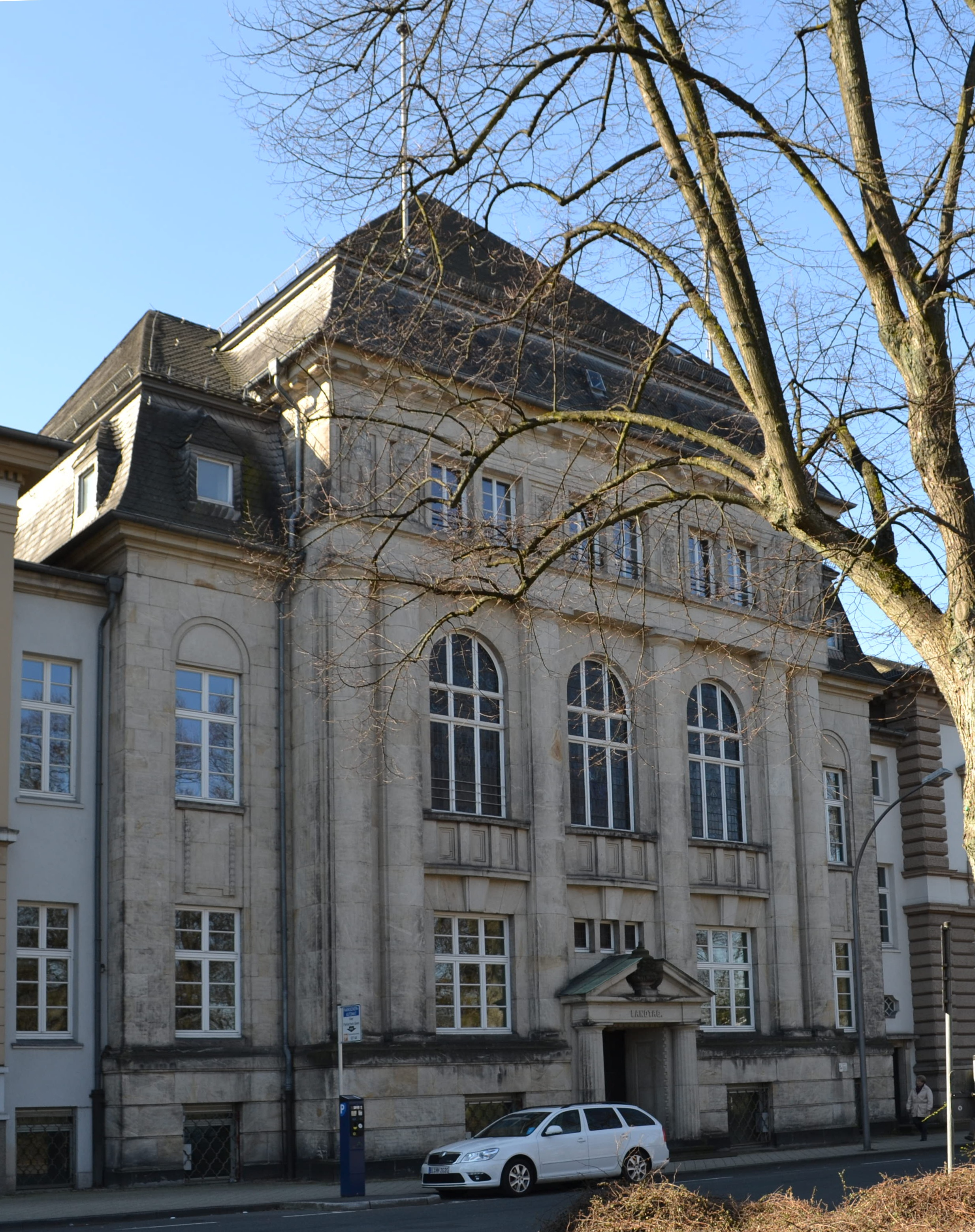
Gebäude des ehemaligen Lippischen Landtages, heute Sitz des Landgerichts Detmold

Nach der Verfassung vom 21. Dezember 1920 war Lippe ein demokratischer Freistaat mit allgemeinem, gleichem und geheimem Wahlrecht und verschränkter Gewaltenteilung. Die Staatsgewalt ging vom Volke aus (Artikel 2 der Verfassung). Die legislative Gewalt lag beim lippischen Landtag. Außerdem konnte das Volk über Volksentscheide (vgl. Artikel 3, 4, 11, 20 (5) usw. der Verfassung) unmittelbar oder indirekt in vielfältiger Weise in die Gesetzgebung eingreifen. Der letzte frei gewählte Landtag – allerdings begleitet durch eine massive Wahlkampagne der NSDAP – wurde durch die Landtagswahl in Lippe vom 15. Januar 1933 bestimmt.
Der Landtag wählte ein dreiköpfiges Landespräsidium, das nach Artikel 25ff. der Verfassung zugleich Staatsoberhaupt und Regierung (Exekutive) des Landes war. Unterhalb des Landespräsidiums gab es zwar noch eine vom Landespräsidium ernannte Regierung, jedoch marginalisiert die Verfassung in Artikel 39 deren Mitglieder als „Hilfsarbeiter“ für die gesetzgeberischen Initiativen des Landespräsidiums. Das Landespräsidium war nach dem Kollegialitätsprinzip geformt; seine Mitglieder waren gleichberechtigt, und das Triumvirat entschied stets gemeinsam und nach außen hin einstimmig (intern legte die Verfassung eine einfache Stimmenmehrheit fest). Der Vorsitzende des Landespräsidiums war ein primus inter pares, dessen Funktion inoffiziell in etwa der eines Ministerpräsidenten gleichkam – diese Bezeichnung hat es allerdings nie gegeben.
Das Landespräsidium bedurfte des Vertrauens des Parlaments. Der Landtag hatte überdies verschiedene Sanktionsmöglichkeiten gegen das Landespräsidium. Unter anderem gab ihm die Verfassung von 1920 in Artikel 37 die Möglichkeit, die Mitglieder des Landespräsidiums vor dem Staatsgerichtshof für das Deutsche Reich anzuklagen. Nach Artikel 22 war dieser auch für die Entscheidung über Verfassungsstreitigkeiten zuständig. Einen eigenen Verfassungsgerichtshof hatte Lippe nicht.
Oberste Justizverwaltungsbehörde war das Landespräsidium (Artikel 43 der Verfassung). Die Rechtspflege erfolgte durch die nach den Reichs- und Landesgesetzen eingesetzten Gerichte (Artikel 44). Als Oberlandesgericht fungierte schon seit 1879 das preußische Oberlandesgericht Celle, dem Lippe bis 1944 angehören sollte. Unter dem Landgericht Detmold standen die Amtsgerichte Alverdissen, Blomberg, Detmold, Hohenhausen, Horn, Lage, Lemgo, Oerlinghausen und Salzuflen. Die Exklaven Lipperode und Cappel gehörten zum preußischen Amtsgericht Lippstadt.
Der Freistaat Lippe war 1918 in acht amtsfreie Städte sowie in fünf Verwaltungsämter mit dreizehn Ämtern gegliedert:
- Amtsfreie Städte Barntrup, Blomberg, Detmold, Horn, Lage, Lemgo, Salzuflen und Schwalenberg
- Verwaltungsamt Blomberg (Ämter Blomberg, Schieder und Schwalenberg) mit 45 Gemeinden und einer Fläche von 199,36 km²
- Verwaltungsamt Brake (Ämter Brake, Hohenhausen, Sternberg-Barntrup und Varenholz) mit 64 Gemeinden und einer Fläche von 364,60 km²
- Verwaltungsamt Detmold (Ämter Detmold, Horn und Lage) mit 64 Gemeinden und einer Fläche von 375,05 km²
- Verwaltungsamt Lipperode-Cappel (Amt Lipperode-Cappel) mit 3 Gemeinden und einer Fläche von 7,66 km²
- Verwaltungsamt Schötmar (Ämter Oerlinghausen und Schötmar) mit 34 Gemeinden und einer Fläche von 158,06 km²

1921 wurde auch die Stadt Schötmar amtsfrei, ebenso die Stadt Oerlinghausen im Jahre 1926.
Durch das Lippische Gemeindeverfassungsgesetz von 1927 wurden zum 1. April 1928 die Verwaltungsämter zu Landratsämtern erhoben. Aus den Verwaltungsämtern Blomberg, Brake und Schötmar wurden Landratsämter mit unveränderter Abgrenzung, während die Verwaltungsämter Detmold und Lipperode-Cappel zum Landratsamt Detmold zusammengefasst wurden.
Da die vier Landratsämter während der Weltwirtschaftskrise nicht mehr in der Lage waren, die Kosten der Arbeitslosen- und Krisenfürsorge zu finanzieren, wurde am 14. Oktober 1931 eine Verordnung zur Gliederung des Freistaats Lippe in zwei Kreise erlassen. Zum 1. April 1932 wurde aus den amtsfreien Städten Horn, Lage und Schwalenberg sowie aus den Landratsämtern Detmold und Blomberg der neue Kreis Detmold gebildet. Aus den selbstständigen Städten Barntrup und Oerlinghausen sowie den Landratsämtern Brake und Schötmar wurde der neue Kreis Lemgo gebildet. 1933 kam die Stadt Schötmar nach der Trennung von der kreisfreien Stadt Bad Salzuflen, mit der sie 1932 vereinigt wurde, an den Kreis Lemgo. Zum 1. April 1934 wurden auch die Stadt Detmold in den Kreis Detmold sowie die Städte Lemgo und Bad Salzuflen in den Kreis Lemgo eingegliedert.
1939 besaß der Kreis Detmold eine Fläche von 634 km² mit 95.687 Einwohnern und der Kreis Lemgo eine Fläche von 581 km² mit 91.533 Einwohnern.

## Landesregierungen

### Vorsitzende des Landespräsidiums
Das Landespräsidium war nach dem Kollegialitätsprinzip geformt. Im eigentlichen Sinne war daher das Triumvirat als Ganzes das Staatsoberhaupt. Alle Gesetze wurden daher auch von allen drei Mitgliedern des Landespräsidiums gezeichnet. Dennoch war der Vorsitzende des Landespräsidiums ein primus inter pares, dessen Funktion inoffiziell in etwa der eines Ministerpräsidenten gleichkam. Diese Bezeichnung hat es jedoch in Lippe zu dieser Zeit nicht gegeben. Neben der Funktion als Staatsoberhaupt bildete das Landespräsidium die Landesregierung. Vorsitzende des Landespräsidiums waren:
- 1918–1920: Clemens Becker, SPD
- 1920–1933: Heinrich Drake, SPD
- 1933: Ernst Krappe, NSDAP

Quelle: Der Freistaat Lippe. Die Landespräsidien 1918–1933
Siehe auch: Liste der Mitglieder der Landespräsidien (Freistaat Lippe)

### Nationalsozialistische Machtausübung
Die Spitzen des Landes ab 1933 waren:
- 1933–1936: Hans-Joachim Riecke, NSDAP (ernannt), als Staatsminister
- 1936–1945: Alfred Meyer, als Staatsminister (ernannt) in Personalunion vorher und weiterhin auch Reichsstatthalter seit Mai 1933, NSDAP
- 1933–1945: Adolf Wedderwille, NSDAP, als stellvertretender Regierungschef in entscheidender Position wegen der Abwesenheiten Meyers

### Das Land Lippe nach Ende des Zweiten Weltkriegs
- Mai 1945 – 21. Januar 1947: Heinrich Drake als Ministerpräsident (Kabinett Drake VIII)

Anmerkung: Die ehemaligen Freistaaten Lippe und Schaumburg-Lippe wurden 1945/46 unter dem gemeinsamen Ministerpräsidenten Heinrich Drake in Personalunion regiert.

## Bevölkerung
Der Freistaat (1925: 1.215,16 km²) zählte
- 1933: 175.538 Einwohner
- 1939: 187.220 Einwohner

Zum Vergleich: Der heutige, 1.246,29 km² große Landesteil von Nordrhein-Westfalen zählt
- 2008: 355.178 Einwohner

## Wappen und Flagge

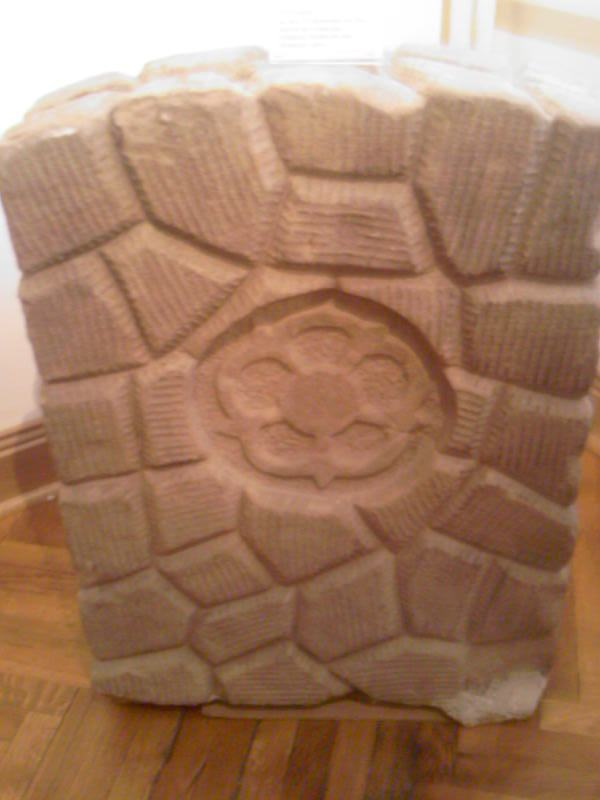
Grenzstein mit Lippischer Rose. Die Rückseite zeigt den preußischen Adler

Das Wappen des Freistaats Lippe zeigte zuletzt die Lippische Rose im silbernen Schild. Die Landesflagge war gelb-rot. Beide Staatssymbole wurden vom Haus Lippe übernommen. Die frühesten Wappen des Hauses Lippe zeigten bereits die Lippische Rose – allerdings ohne Kelchblätter. Dieses Wappenbild führte Lippe in Variationen bis 1947.
Für den „Behördenbetrieb“ (Stempel, Siegel etc.) wurde ein vereinfachtes Wappen verwendet. Meist beschränkte man sich auf das Stammwappen mit der Rose im Schild unter einem Fürstenhut. Teilweise wurde auch nur die Rose ohne Schild dargestellt. Der Trend zur Vereinfachung und zur alleinigen Darstellung der Lippischen Rose war beispielsweise auch im Münzwesen und auch auf den eingemeißelten Wappen auf den Grenzsteinen zu beobachten. Nach Abdankung des Fürsten entschied sich das lippische Landespräsidium 1921 in einer gewissen Kontinuität für die „mit Gold besamte und bespitzte lippische Rose ohne weitere Zutaten“, d. h. auch ohne Schild. Formal betrachtet, handelte es sich ohne ein Schild aber um kein Wappen. 1929 beschreibt das „Staatshandbuch für das Land Lippe“, diesem Umstand Rechnung tragend: „Das Landeswappen enthält in einem silbernen Schilde eine rote Rose mit goldenem Samen und goldenen Kelchblättern“. Im Jahr 1933 wurde dieses Wappen mit dem „Gesetz über die Farben und das Wappen des Landes Lippe“ formal bestätigt. Die Behörden stempelten jedoch weiterhin die Rose ohne Wappenschild. Nach Erlöschen des Landes Lippe lebte und lebt das Wappenbild in vielen Wappen der Region fort. Die Rose ohne Schild führt der Landesverband Lippe. Die Rose im silbernen Schild führt der heutige Kreis Lippe. Die lippische Rose als Wappenbild führten u. a. der Kreis Detmold, der Kreis Lemgo sowie die Städte Detmold und weitere lippische Städte in vielfältigen Variationen. Auch in das Landeswappen von Nordrhein-Westfalen wurde die Lippische Rose aufgenommen – allerdings irrtümlich um 180 Grad gedreht, wie ein Vergleich der Wappen zeigt.

Lippische Rose auf silbernem Schild in der offiziellen Fassung von 1933
Das Hoheitssymbol des Landes Lippe in der offiziellen Fassung von 1921